# 王光經
王光經（1570年—1627年），字景濟，别號雨金、又号黄石，浙江温州府永嘉縣人，竈籍，明朝政治人物。

## 生平
萬曆二十五年丁酉科浙江乡试第三十六名举人，三十五年（1607年）丁未科會試第一百三十九名，二甲第一名進士，吏部观政，八月授礼部精膳司主事，册封淮府，三十八年升祠祭司员外郎。四十年调南刑部员外，升郎中。四十三年丁忧。泰昌元年（1620），补刑部贵州司郎中。天启四年（1624），升陕西右参议。六年，升广东副使，七年卒于官。著有《黄石藏稿》。

## 家族
曾祖王𨫼。祖父王氵羅。父王元誠。母高氏。慈侍下。兄王继明（布政司参政）、王光継、王昌祚（贡士）。弟王光绅。

## 引用
1. ↑  《万历三十五年丁未科进士履历便览》：王光經，雨金，诗二房，丙子八月初六日生。永嘉人，丁酉乡三十六名，会一百三十九名，二甲一名。吏部政，丁未八月授礼部主事，庚戌升祠祭司员外，壬子调南刑部员外，升郎中，乙亥丁忧。庚申補刑部贵州司郎中，甲子升陕西参议，丙申升广东参政，丁卯卒。曾祖𨫼。祖羅。父元誠，庠生。
2. ↑  《明憙宗实录》：天启六年八月，升陕西布政使司右参议王光经为广东按察司副使。